# Frente Patriótico Manuel Rodriguez

Logo organizacji

Frente Patriótico Manuel Rodriguez (pol. Patriotyczny Front im. Manuela Rodrigueza): grupa partyzantki miejskiej w Chile, założona w 1983 r. przez Komunistyczną Partię Chile (PCCh) w celu obalenia rządu Pinocheta. Przeprowadziła m.in. zamachy bombowe w Santiago de Chile (na rezydencję ambasadora USA i kościół mormoński) i Valparaiso w kwietniu 1986 r., zamach na gen. Gustavo Leigha w marcu 1990 r, zamach bombowy na statek-restaurację z amerykańskimi turystami w listopadzie tego roku, ostrzelanie kwater amerykańskich marines strzegących ambasady USA w lutym 1991 r. W 1987 r. doszło do rozłamu na dwie frakcje – podporządkowaną PCCh i niezależną (FPMR-Autónomo). W czerwcu 1991 r. FPMR przekształcił się w organizację polityczną Ruch Patriotyczny Manuela Rodrígueza, a FMR-A kontynuował działalność terrorystyczną (w 2012 r. odnotowano wspólną akcję zbrojną FPMR-A i Partyzanckiej Armii Biednych - Wolna Ojczyzna). W latach osiemdziesiątych obliczana na około 1000-1500 zwolenników.